# Hrobce
Hrobce (deutsch Hrobetz, auch Robschie) ist eine Gemeinde in Tschechien. Sie liegt sechs Kilometer nordwestlich von Roudnice nad Labem an der Elbe und gehört zum Okres Litoměřice.

## Geographie
Das Dorf befindet sich linkselbisch unterhalb von Roudnice nad Labem. Durch Hrobce verläuft die Eisenbahnstrecke zwischen Lovosice und Roudnice, an der der Ort einen Bahnhalt hat.
Nachbarorte sind Libotenice im Norden, Chodouny im Nordosten, Černěves im Südosten, Židovice im Süden, Nové Dvory im Südwesten, Rohatce im Westen sowie Oleško im Nordwesten.

## Geschichte
Die erste schriftliche Erwähnung von Hrobce stammt aus dem zum Ende des 12. Jahrhunderts gefertigten Falsifikat der Gründungsurkunde des Klosters Kladruby durch Vladislav I. und Richenza von Berg von 1115. Um 1238 wurde der Mundschenk Wenzels I., Zbraslav von Miletín, Besitzer von Hrobce. Danach erwarb das Erzbistum Prag den Ort und schlug ihn 1390 seiner Herrschaft Roudnice nad Labem zu. 1577 erwarb Wilhelm von Rosenberg von Kaiser Maximilian II. die Herrschaft, nach seinem Tode erbte sie dessen Witwe Polyxena, von der der Besitz an die Lobkowicz überging. 1784 wurden die Kataster von Židovice und Hrobce vereinigt. Bis zur Aufhebung der Patrimonialherrschaften im Jahre 1850 blieb Hrobec Teil der Raudnitzer Herrschaft. Danach entstand die selbstständige Gemeinde Židovice-Hrobce, die zum Prager Kreis und Bezirk Melnik gehörte. Zwischen 1848 und 1850 wurde die Eisenbahn zwischen Prag und Dresden durch das Dorf errichtet. Im Jahre 1904 trennte sich die Gemeinde Židovice-Hrobce in die Gemeinden Židovice und Hrobce.
Durch das Elbhochwasser von 2002 wurde der Ort teilweise überflutet.

## Gemeindegliederung
Die Gemeinde Hrobce besteht aus den Ortsteilen Hrobce (Hrobetz) und Rohatce (Rohatetz), die zugleich auch Katastralbezirke bilden.

## Sehenswürdigkeiten
- Allerheiligen-Kirche in Rohatce, erbaut 1744 nach Plänen von Octavio Broggio durch den Baumeister Pietro Paolo Columbani
- Kapelle in Hrobce